# 7,5-cm PaK 40
Pour les articles homonymes, voir Canon de 75 mm.
Le 7,5-cm-PanzerabwehrKanone 40 (canon antichar 40 de 7,5 cm), généralement désigné sous son abréviation 7,5-cm PaK 40 est un canon antichar allemand de la Seconde Guerre mondiale.
Créé en 1939 et fabriqué à partir de 1941, il est de 1942 à 1945 le canon antichar le plus répandu dans la Wehrmacht.

## Historique

### Le projet
En 1939, l'armée allemande conclut un contrat avec Rheinmetall-Borsig et Krupp portant sur le développement d'un canon antichar de calibre 75 mm : le PaK 40 (PanzerabwehrKanone 40, en français : Canon antichar 40). Krupp, après avoir développé un canon de 40,8 calibres en avril 1941, propose un antichar plus performant et original que le modèle de Rheinmetall-Borsig, le 7,5 cm-Pak 41, mais inadapté à une production de masse. 

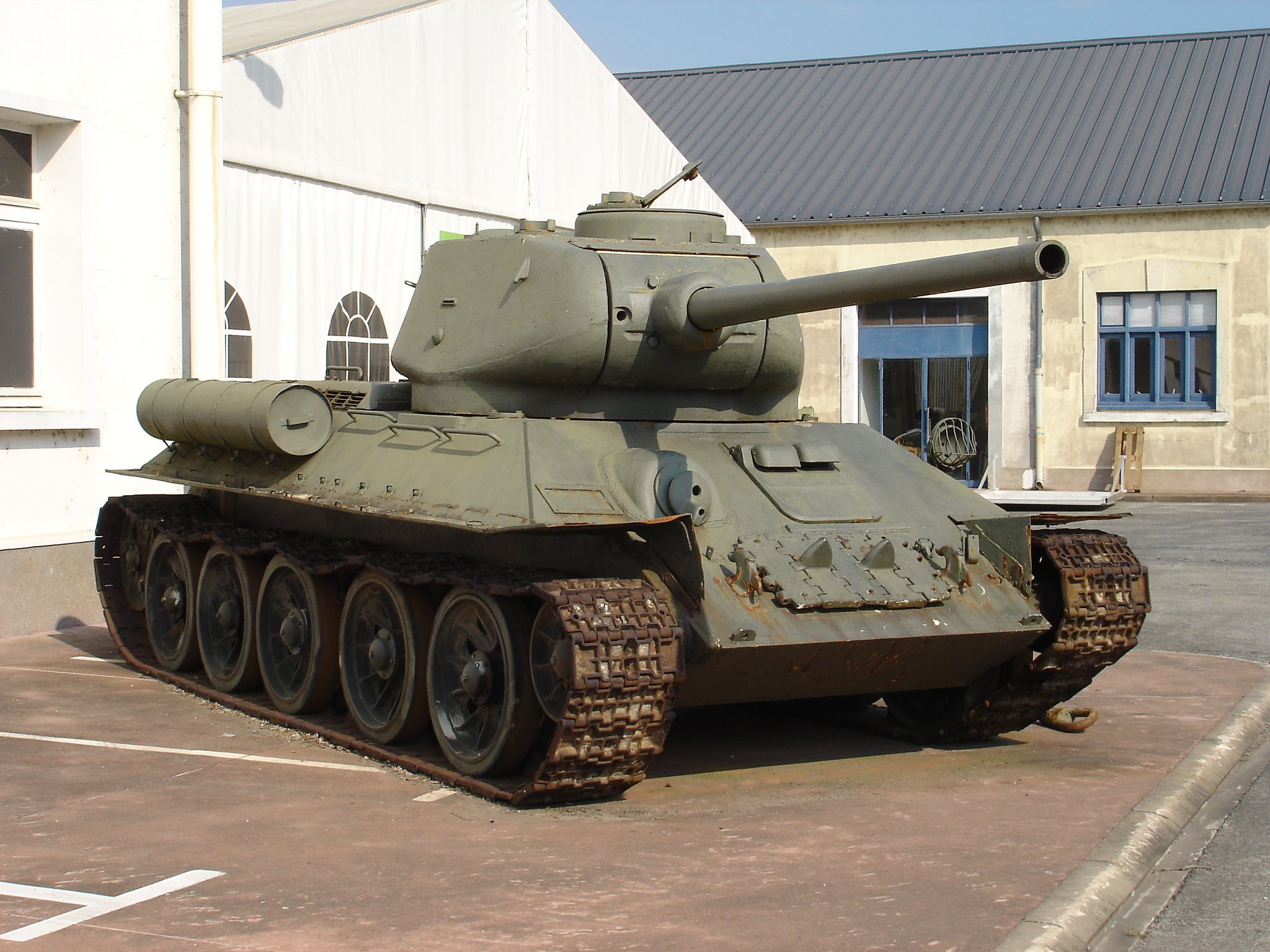
Char T-34 de l'armée soviétique

Ce projet ne devint prioritaire qu’avec l'arrivée des nouveaux chars soviétiques T-34 et KV-1 durant l'opération Barbarossa. La Wehrmacht possédait jusqu'alors comme artillerie légère plus performante les PaK 38 (canon de calibre 50 mm) et Pak 36 (calibre de 37 mm) utilisé depuis 1940 à la suite de la drôle de guerre et n'était pas capable de stopper ces nouveaux blindés ennemis.

### La production
Ce canon n'avait au départ qu'une priorité faible pour l'armée allemande. Mais l'arrivée rapide des chars lourds soviétiques T-34 et KV (série de chars) (Kliment Voroshilov) sur le front de l'est, montra l'inadaptation du canon PaK de 50 mm. Avec cette arme, le blindage du T-34 ne pouvait être transpercé qu'à bout portant. Quant aux canons PaK de 37 mm encore utilisés par quelques unités, ils n'étaient efficaces qu'avec un certain type d'obus et leur production cessent fin 1941. 
Les premiers exemplaires du PaK 40 furent distribués au mois de novembre 1941. Il fallut attendre 1943 avant qu'il ne représente le gros des pièces antichars de l'armée allemande. La pièce resta en service jusqu'à la fin de la guerre, et fut même fournie à certains alliés de l'Allemagne. 
Environ 23 500 PaK 40 furent produits. Plus de 2 000 furent utilisés pour armer divers types d'automoteurs, en particulier les Panzerjaeger Marder. 
Le canon fut rapidement modifié (en particulier la culasse et la longueur du tube, de 43 puis 48 calibres) pour équiper des chars (sous la dénomination de KwK 40, KampfwagenKanone), des chasseurs de chars (PaK 39) et des canons d'assaut (StuK 40). 
Le canon PaK 40 équipa les troupes dès le début de 1942. Il devint l'arme antichar de base de l'armée allemande. Les premiers mois, la production eut du mal à suivre la demande du front, du fait aussi des premières productions de KampfwagenKanone et de celle du PaK 38. Par rapport à ses prédécesseurs, l'inconvénient de ce canon était qu'il ne pouvait plus être tracté par les véhicules ordinaires du train : il fallut lui adjoindre un tracteur d'artillerie légère sdkfz 7 de 3 t (remplacé par la suite par un tracteur RSO).
Au fil des mois, avec l'arrivée des nouveaux chars soviétiques de la série JS (ces chars ayant été conçus, entre autres, pour résister au PaK 40), il devint d'ailleurs de plus en plus évident que même ce calibre ne permettait plus de percer à coup sûr les blindages mis en œuvre par l'ennemi. Mais à l'ouest, le canon de 75 mm s'est avéré destructeur contre les chars anglais sur le front de Libye en 1942-43 et même contre les chars américains en 1944-1945. Il fut même utilisé sur le Mur de l'Atlantique et notamment en Normandie et en Bretagne pour cibler les navires alliés, mais surtout les péniches de débarquement et les chars débarqués, à l'exemple de la tentative à Dieppe en 1942.
Quelques armées européennes continuèrent à l'utiliser plusieurs années après la fin de la guerre. Jusque dans les années 1950, l'Armée française en utilisera pour l'entraînement de ses troupes à la lutte antichar.
Les sources diffèrent quant à la production exacte du canon, sans préciser de plus s'il s'agit de production totale ou seulement de l'antichar tracté. L'une d'elles précise :
| Année | Production |
| ----- | ---------- |
| 1942  | 2 114      |
| 1943  | 7 334      |
| 1944  | 10 937     |
| 1945  | 720        |
| Total | 20 385     |

Le parc effectif, pertes soustraites, de PaK 40 atteignit son plus haut niveau en juillet 1944 avec 8 020 canons, complétés par 2 260 PaK 38 de 50 mm. Au 1er janvier 1945, il ne demeurait que 4 817 PaK 40 à disposition des troupes.

### Développement
Dès la fin de 1943, un rapport de l'OKH notait que les canons antichars devaient parfois être utilisés comme artillerie de campagne, et inversement. L'organigramme des Volks-Grenadier-Divisionen dote d'ailleurs leur régiment d'artillerie d'une batterie de six PaK 40. Dans le but d'avoir une pièce plus polyvalente, à l'image des pièces soviétiques ZiS 3 et M1936, il est prévu de stopper en 1945 la production du PaK pour celle du FK 7M59 (après le rejet du 7.5 cm FK 7M85 (en), monté sur une dizaine de châssis d'obusier de 105 mm), utilisant le même tube mais avec un châssis modifié autorisant une élévation de 35°. La production de ce Feldkanone est autorisée le 7 janvier 1945, à raison de 800 (ramené à 600) exemplaires mensuels, bien que la puissance de l'obus de 75 mm soit trois fois moindre que celui du canon standard le.FH 18/40 de 105 mm (2,1 kg d'explosif pour la FH.Gr. 40 Fern). Les prévisions officielles sont de 30 exemplaires en mars 1945, 100 en avril, sans que l'on sache si le FK 7M59 a eu une réelle existence sur le terrain.

## Caractéristiques
- Poids : 1,5 t avec le train ; 1,425 t en batterie
- Longueur totale : 6,185 m
- Longueur d'affût : 3,45 m (L/46)
- largeur × hauteur : 2,08 × 1,245 m

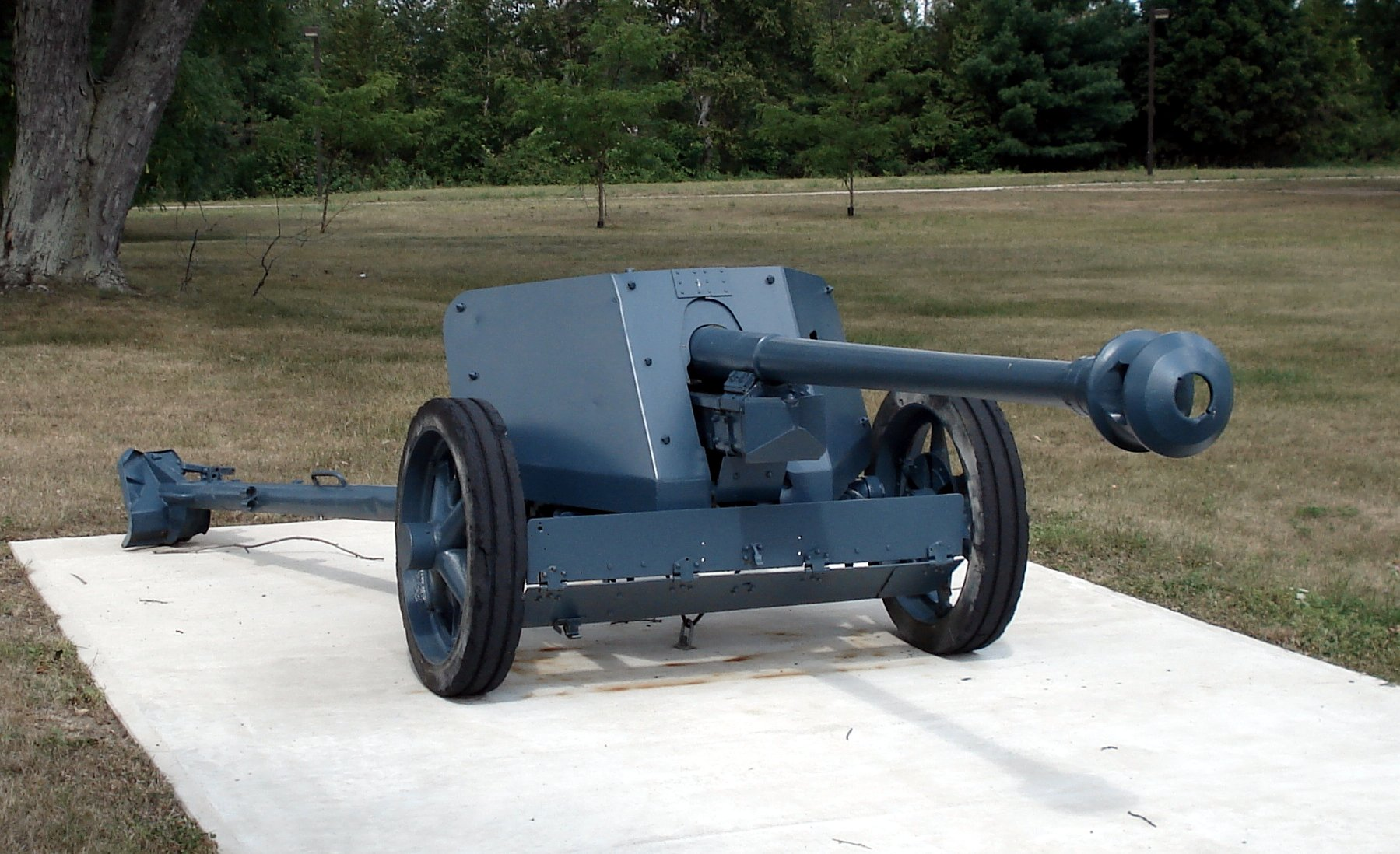
Le Pak 40 (modèle d'usine)

- Épaisseur du bouclier : deux plaques de 4 mm espacées de 25 mm par des entretoises
- Viseur : Zeiss ZF 38 3 x 8° (Zielfernrohr, gradué en noir pour les PzGr. 39 et Pzgr.40, en rouge pour les Sprgr.)
- Viseur optionnel (tir indirect) : Aushilfsrichtmittel 38 3 x 10°
- Champ de tir :
  - Plage de hausse : -5° à +22°
  - Débattement latéral : 65°
- Cadence de tir : 12-15 coups par minute
- Servants : 4 à 5 artilleurs ; 3 à 4 sur panzerjaeger Marder
- Coût : 12 000 Reichsmark et 2 200 heures de travail
- Quantité produite : env. 23 303 (dont 11 728 unités pour la seule année 1944[4])

### Munitions et performances antichars

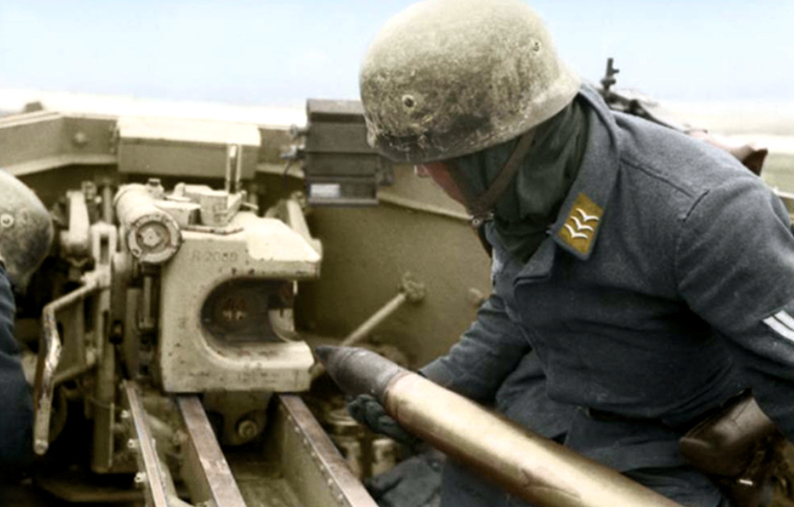
Artilleur-parachutiste de la Luftwaffe chargeant une sprenggranatpatrone 34 dans la culasse d'un PaK 40

En plus de diverses munitions à usages tactiques (fumigènes, incendiaires, d'entraînement), les dotations comprennent des munitions explosives (sprenggranate) et antichars (panzergranate). Les obus sont les mêmes que ceux utilisés sur les autres 75 mm lang ; néanmoins, la cartouche (patrone) du PaK 40 est plus longue (75 × 714 mm R) que celles des munitions des KwK 40 de 43 et 48 calibres (75 × 495 mm R).

#### Sprenggranate 34
Destiné à traiter les cibles dites « molles », l'obus explosif HE s'utilise en tir direct ou indirect. Il peut percer environ 20 à 25 mm de blindage.
Poids de l'obus : 5,74 kg
Quantité d'explosif : 680 g
Longueur de la munition encartouchée : 100,5 cm
Vitesse initiale : 550 m/s

#### Panzergranate 39
La Pzgr. 39 est l'obus antichar standard, avec un corps en acier. Classé APCBC-HE-T, cela indique qu'il est doté d'une coiffe de pénétration, d'une ogive balistique, d'un traçant et d'une petite charge explosive, de 18 g, destinée à exploser 0,15 seconde après impact dans l'intérieur du véhicule ciblé.
Poids de l'obus : 6,8 kg
Longueur de la munition encartouchée : 96,92 cm
Vitesse initiale : 790 m/s
| Distance  | Pénétration à 0 degré | Pénétration à 0 degré | Pénétration à 30 degrés | Pénétration à 30 degrés | Coups au but (en combat) |
| --------- | --------------------- | --------------------- | ----------------------- | ----------------------- | ------------------------ |
| Sources : | [ 5 ]                 | [ 6 ]                 | [ 5 ]                   | ,                       | [ 2 ]                    |
| 100 m     |                       | 148 mm                |                         | 120 mm                  | 100 %                    |
| 500 m     | 135 mm                | 132 mm                | 106 mm                  | 104 mm                  | 98 %                     |
| 1 000 m   | 121 mm                | 116 mm                | 94 mm                   | 89 mm                   | 71 %                     |
| 1 500 m   | 109 mm                | 102 mm                | 83 mm                   | 76 mm                   | 33 %                     |
| 2 000 m   | 98 mm                 |                       | 73 mm                   | 64 mm                   | 15 %                     |

| Comparaison des performances antichars de la panzergranate 39 avec les munitions contemporaines. Blindage incliné à 30°, | Comparaison des performances antichars de la panzergranate 39 avec les munitions contemporaines. Blindage incliné à 30°, | Comparaison des performances antichars de la panzergranate 39 avec les munitions contemporaines. Blindage incliné à 30°, | Comparaison des performances antichars de la panzergranate 39 avec les munitions contemporaines. Blindage incliné à 30°, | Comparaison des performances antichars de la panzergranate 39 avec les munitions contemporaines. Blindage incliné à 30°, | Comparaison des performances antichars de la panzergranate 39 avec les munitions contemporaines. Blindage incliné à 30°, | Comparaison des performances antichars de la panzergranate 39 avec les munitions contemporaines. Blindage incliné à 30°, | Comparaison des performances antichars de la panzergranate 39 avec les munitions contemporaines. Blindage incliné à 30°, | Comparaison des performances antichars de la panzergranate 39 avec les munitions contemporaines. Blindage incliné à 30°, | Comparaison des performances antichars de la panzergranate 39 avec les munitions contemporaines. Blindage incliné à 30°, | Comparaison des performances antichars de la panzergranate 39 avec les munitions contemporaines. Blindage incliné à 30°, | Comparaison des performances antichars de la panzergranate 39 avec les munitions contemporaines. Blindage incliné à 30°, | Comparaison des performances antichars de la panzergranate 39 avec les munitions contemporaines. Blindage incliné à 30°, | Comparaison des performances antichars de la panzergranate 39 avec les munitions contemporaines. Blindage incliné à 30°, | Comparaison des performances antichars de la panzergranate 39 avec les munitions contemporaines. Blindage incliné à 30°, |
| Nationalité | Reich allemand | Reich allemand | Reich allemand | Reich allemand | Reich allemand | Reich allemand | Union soviétique | Union soviétique | Union soviétique | Union soviétique | Royaume-Uni | Royaume-Uni | États-Unis | États-Unis |
| Canon | PaK 40 L/46 | 5 cm L/60 PaK 38 | 7,62 cm L/51 PaK 36(r)                                                                                                   | 7,5 cm L/48 KwK 40 | 7,5 cm L/70 KwK 42 | 8,8 cm L/56 Flak 36 | 57 mm L/73 ZiS-2 | 76,2 mm ZiS-3T | 76,2 mm F-34 | 85 mm ZiS-S-53 | 57 mm OQF 6 pdr | 76,2 mm OQF 17 pdr | 75 mm L/40 M3 | 76 mm Gun M1A1 |
| Munition | Pzgr.39 | Pzgr.39 | Pzgr. 39 | Pzgr.39 | Pzgr.39/42 | Pzgr.39 | BR-271 | BR-350 B | BR-350 B | BR-365K | Shot Mk 9T | Shot Mk 4T | M61 shot | M62 |
| --- | --- | --- | --- | --- | --- | --- | --- | --- | --- | --- | --- | --- | --- | --- |
| à 500 m : | 104 mm | 59 mm | 90 mm | 96 mm | 124 mm | 110 mm | 84 mm | 59 mm | 62 mm | 92 mm | 87 mm | 118 mm | 69 mm | 93 mm |
| à 1 000 m : | 89 mm | 47 mm | 79 mm | 85 mm | 111 mm | 99 mm | 74 mm | 48 mm | 55 mm | 81 mm | 80 mm | 111 mm | 60 mm | 88 mm |
| à 1 500 m : | 76 mm | 37 mm | 73 mm | 74 mm | 99 mm | 91 mm | 64 mm | 40 mm | 48 mm | 72 mm | 73 mm | 104 mm | 55 mm | 82 mm |

#### Panzergranate 40 (HK)

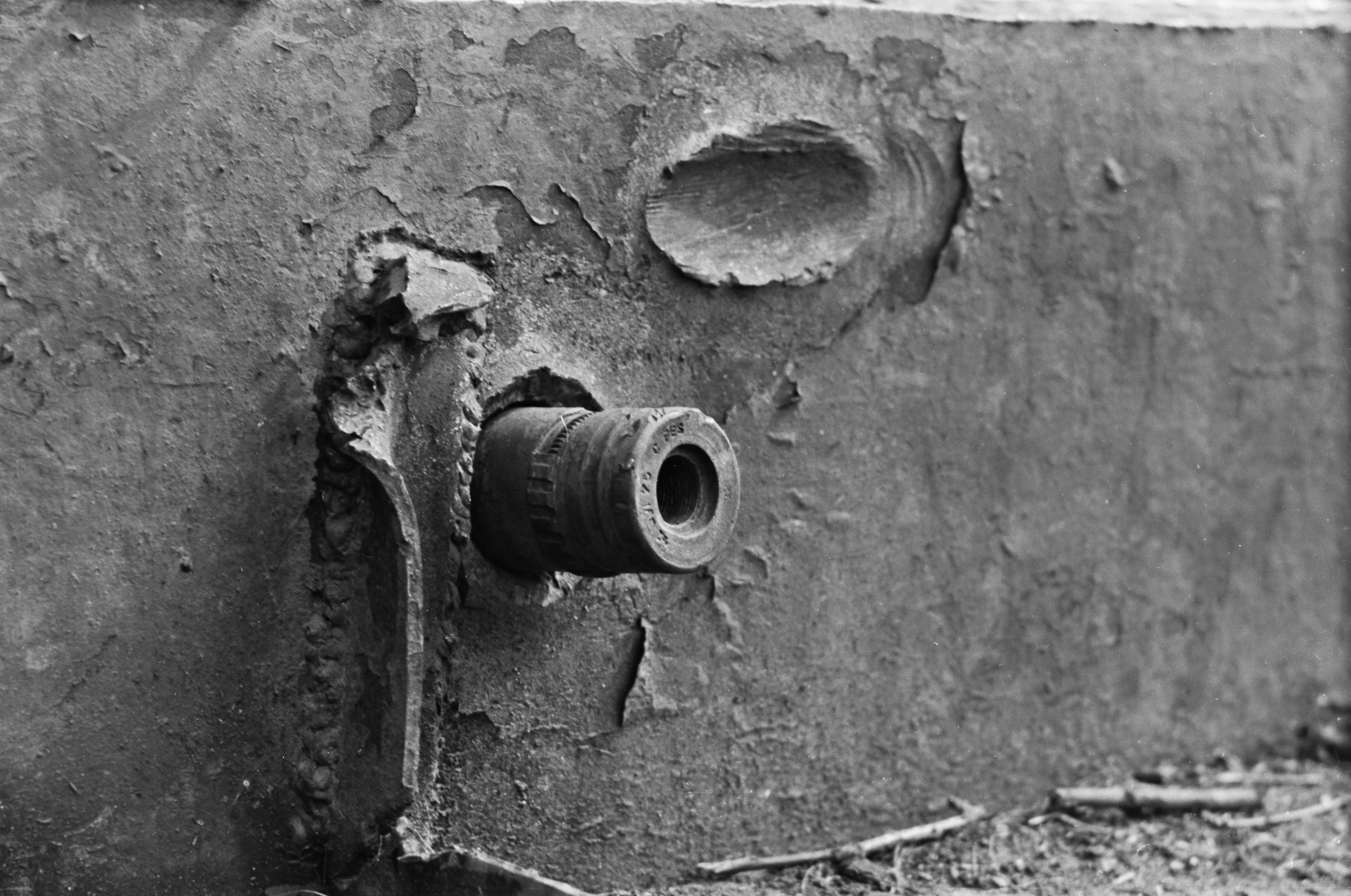
Projectile de 75 mm stoppé par un blindage soviétique. Non-explosé ni déformé, il semble composé de tungstène

L'obus APCR, rare, cher et très efficace à courte portée est constitué d'un noyau dur (Hartkern) au carbure de tungstène. Doté d'une forte vitesse initiale qui décroit avec la distance, il use prématurément le tube et le manque stratégique de son composant entraîne la restriction d'emploi puis l'arrêt de production en 1943.
Poids de l'obus : 4,1 kg
Longueur de la munition encartouchée : 93,12 cm
Vitesse initiale : 990 m/s
| Distance  | Pénétration à 0 degré | Pénétration à 30 degrés | Pénétration à 30 degrés | Coups au but (en combat) |
| --------- | --------------------- | ----------------------- | ----------------------- | ------------------------ |
| Sources : | ,                     | ,                       | [ 2 ]                   | [ 2 ]                    |
| 100 m     | 176 mm                | 135 mm                  | 143 mm                  | 100 %                    |
| 500 m     | 154 mm                | 115 mm                  | 120 mm                  | 98 %                     |
| 1 000 m   | 133 mm                | 96 mm                   | 97 mm                   | 58 %                     |
| 1 500 m   | 115 mm                | 80 mm                   |                         |                          |
| 2 000 m   | 98 mm                 | 66 mm                   |                         |                          |

Une autre Pzgr. 40 (W) fut développée, en peu d'exemplaires : de même taille, le corps de cet obus-ersatz est en fer (W n'est pas en ce cas le symbole du wolfram, « tungstène », mais bien l’abréviation de Weicheisen, « fer doux »). Sa vitesse initiale aussi importante n'empêche pas des performances antichars 25 à 50 % moindres que celles de la Pzgr.39.

#### Granatepatrone 38 Hohlladung

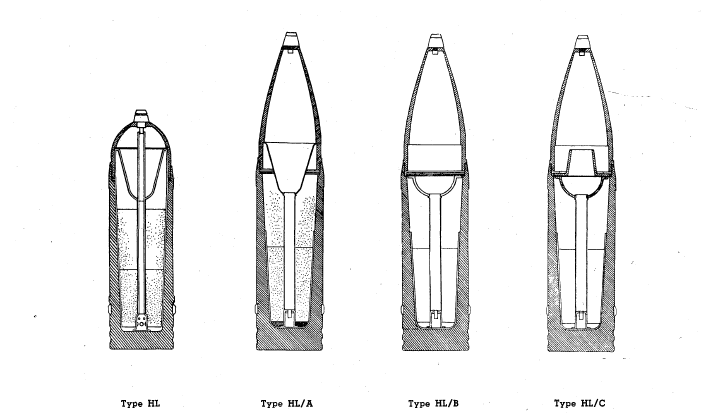
Schéma (américain) des obus à charge creuse HL. Le modèle de gauche, dit HL/1, était obsolète lors de l'introduction du PaK 40

Utilisant non la vitesse cinétique mais un effet chimique, plusieurs modèles de munitions HEAT à charge creuse furent développés. Efficace à toutes distances, leur effet pâtit néanmoins de la rotation balistique du canon et de sa trop forte vitesse initiale, qui rend cette munition des plus imprécises au-delà de 500 m environ. La munition sera peu utilisée pour le PaK 40.
Poids de l'obus : 3,4 kg (HL/A), 4,6 kg (HL/B), 5 kg (HL/C)
Quantité d'explosif : 508 g (HL/B), 635 g (HL/C)
Vitesse initiale : 450 m/s
| Munition          | Hohlgranaten 38 | Hohlgranaten 38 | Hohlgranaten 38 |
| Modèle            | HL/A (mi-1941)  | HL/B (fin-1942) | HL/C (déb-1944) |
| ----------------- | --------------- | --------------- | --------------- |
| pénétration à 30° | 70 mm           | 75 mm           | 100 mm          |

## Adaptations

### Sur route

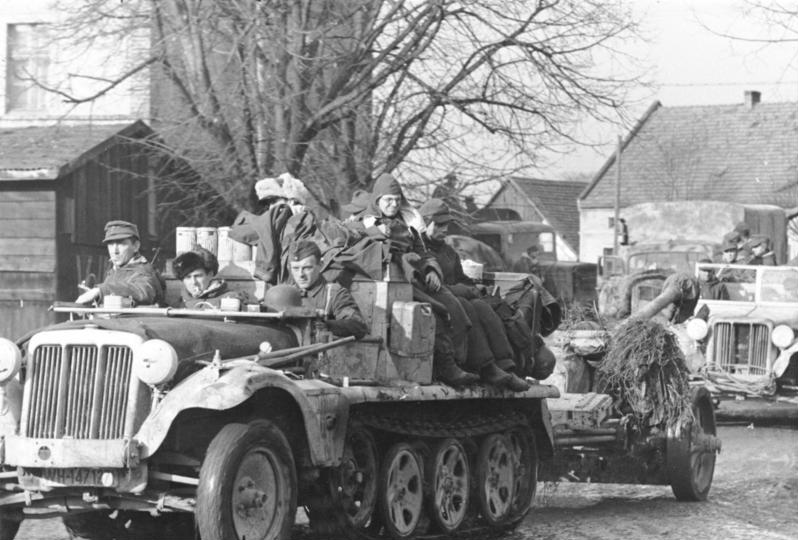
PaK 40 tracté par un camion semi-chenillé

Comme tous les autres canons de la Wehrmacht, le PaK 40 était équipé de roues et pouvait donc être déplacé par un véhicule. 
Tracteurs communément utilisés pour le PaK 40 :
- RSO, dans les panzerjäger-abteilung des divisions d'infanterie non motorisées, à raison de 15 véhicules pour 9 canons par compagnie[2].
- Sd.Kfz. 11 (3 t) dans les unités motorisées ou blindées.

Pouvaient être utilisés aussi le Sd.Kfz. 251/4, voire le Sd.Kfz. 10 (1 t). Les véhicules de prise (beute) furent bien entendu largement employés, tels les Renault UE ou Somua MCG. 
À cause de son poids élevé (1 425 kg), les soldats allemands ne pouvaient pas le déplacer à pied, ce qui en faisait une cible aisément destructible une fois repérée. Pour ces raisons, un grand nombre de PaK 40 furent abandonnés par leurs servants sur le front soviétique. 2 332 pièces furent perdues ou détruites en 1943, et 7 579 exemplaires l'année suivante.
Il fut donc très tôt prévu d'augmenter la mobilité tactique du canon en l'installant sur un véhicule automoteur.

### Sur les véhicules

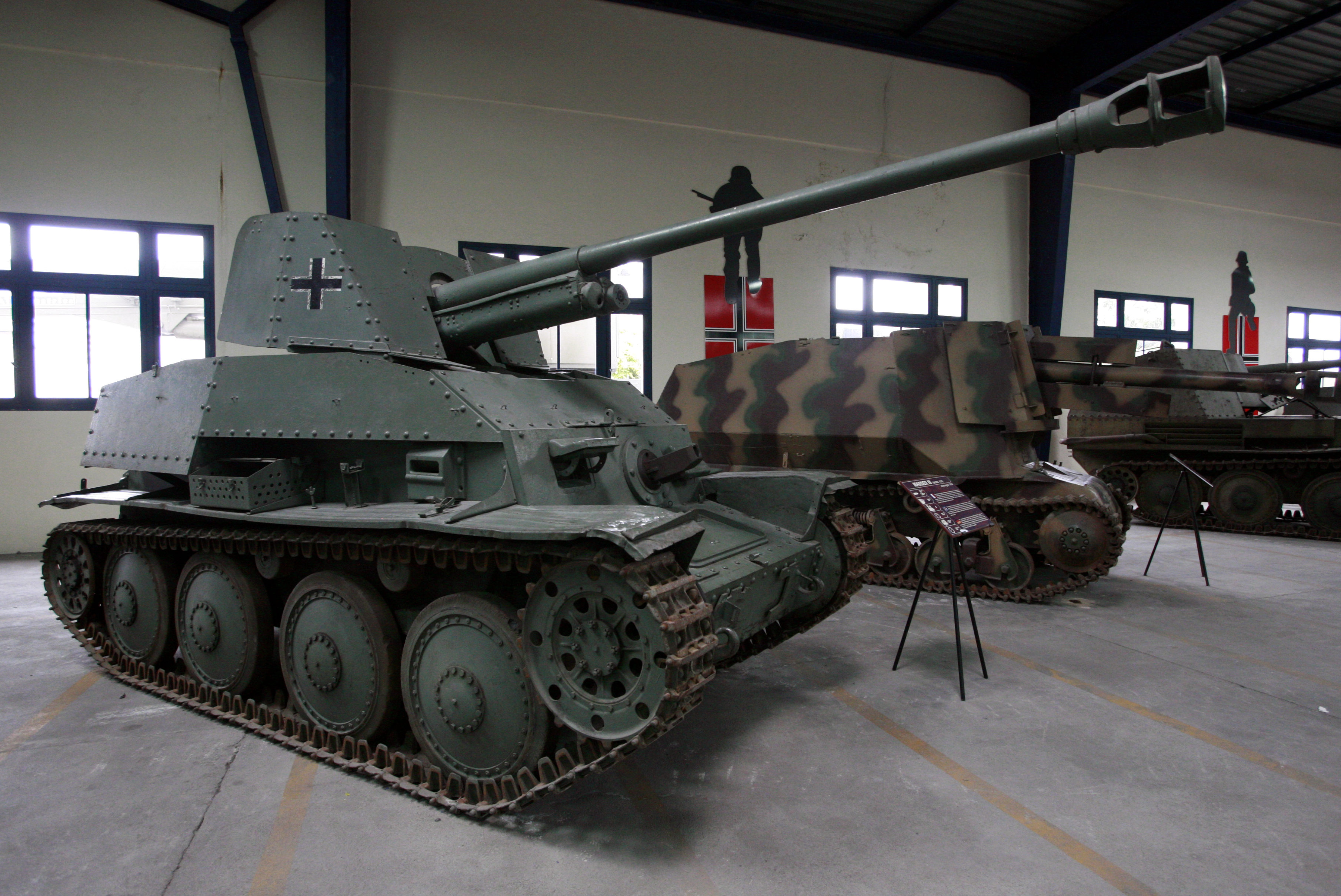
Types de canons antichars automoteurs Marder

La Wehrmacht arma divers véhicules antichars avec un PaK 40 embarqué : 
- Marder I, à l'origine modification du Baukommando Becker, ce beutepanzer porte un affût modifié PaK 40/1.
- Marder II ; affût modifié PaK 40/2.
- Marder III ; affût modifié PaK 40/3.
- 7,5 cm PaK 40/4 auf Raupenschlepper Ost Selbstfahrlafette (RSO)[9]. Quelques exemplaires livrés début 1944.
- Sd.Kfz.251/22 ; 22 projectiles en dotation. Le poids et le recul endommageaient rapidement les éléments mécaniques du semi-chenillé[10].
- Panzerjäger-Fahrzeuge mit 7.5cms. Pak 40 auf Fgst S 307(f)
- Sd.Kfz. 234/4. La très faible dotation en munitions de ce véhicule de reconnaissance ne permettait que des tirs de circonstance, non un appui-feu fourni.

À la différence des automoteurs précédents à casemate ouverte, l'installation dans un blindé clos imposa de réduire les longueurs de la culasse et des munitions. Les modifications KwK 40, StuK 40 et PaK 39 armèrent de nombreux véhicules de combat :
- Panzerkampfwagen IV lang à canon KwK L/43 puis KwK L/48
- Sturmgeschütze III et IV
- Jagpanzer 38(t) (équipé d'une version du PaK 40 dite PaK 39 L/48, dépourvue de frein de bouche mais avec un frein de recul amélioré) et Jagdpanzer IV/48

D'autres étaient encore à l'état de projets lors de la capitulation, preuve que ce système d'arme n'était pas encore obsolète.

### Sur les avions d'attaque au sol
Quelques tubes de 75 mm furent modifiés en BK 7.5 (BordKanone de 7,5 cm) pour être montés sur Junkers Ju 88P-1 et Henschel Hs 129B-3, avec un système novateur de barillet automatique à 12 coups, à mécanisme électropneumatique. D'un poids total de 1 200 kg, la pièce était l'armement le plus lourd monté sur un appareil militaire, jusqu'à l'apparition du GAU-8 Avenger sur Fairchild A-10 en 1975. Un long frein de bouche fut installé pour tenter de résorber le recul qui provoquait une perte de vitesse de 10 km/h à l'appareil. Bien que sa fiabilité fût aléatoire et l'acquisition avec le viseur ZFR 3 B délicate, les pilotes apprécièrent sa puissance de feu et sa cadence de tir de 30 coups par minute qui permettait de tirer environ quatre obus entre 1 000 et 200 m. S'il était prévu de remplacer tous les Hs 129 B-2 par des B-3, seuls 25 exemplaires de ce dernier modèle furent livrés, aux 10. et 14. (Pz)/Schlachtgeschwader 9.

### Dans les bunkers

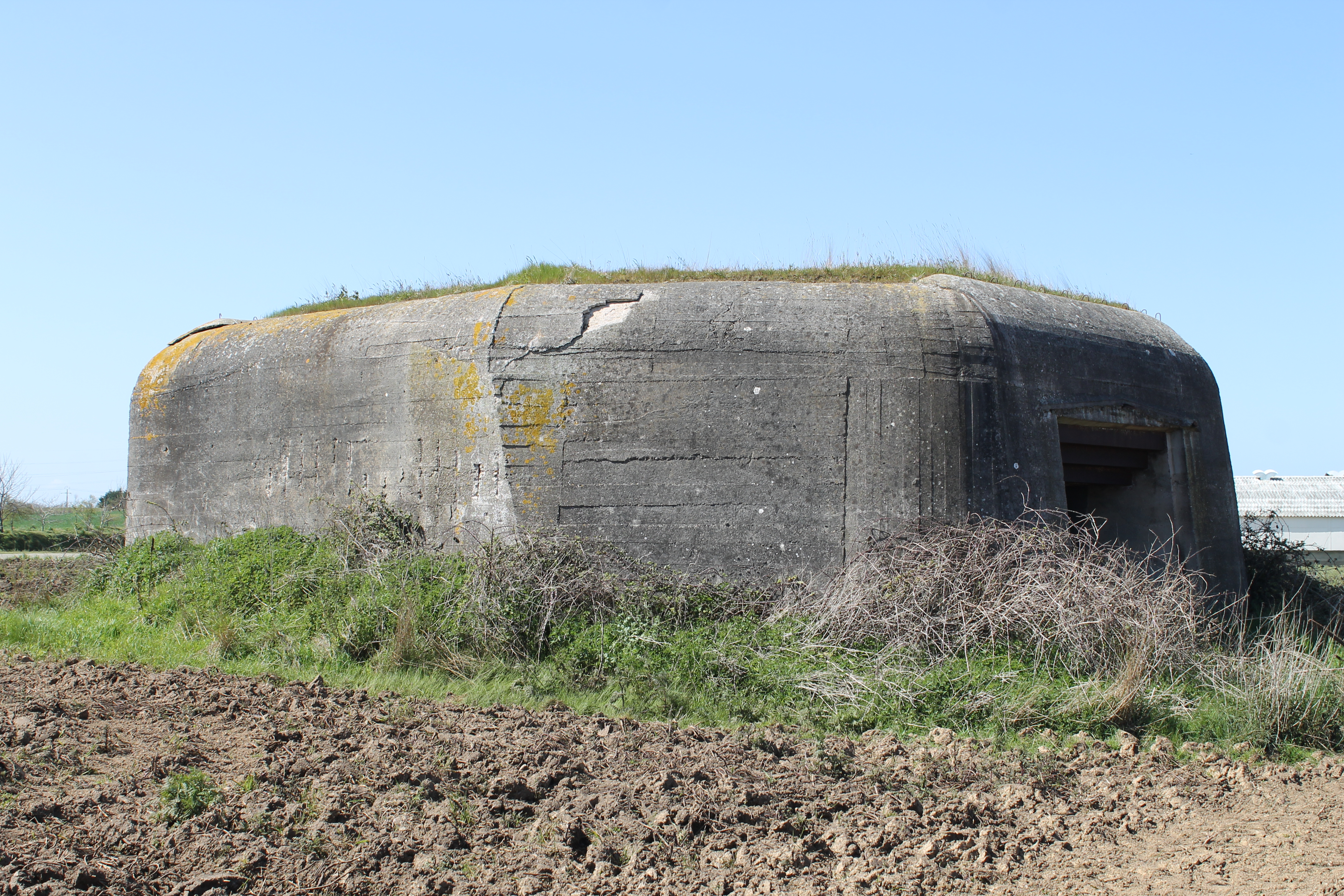
Bunker type Regelbau 669.

- Le bunker type Regelbau 680, nommé 680 Schartenstand für 7,5 cm Pak 40 ohne nebenräume (en français : Casemate 680 pour canon anti-char 7,5 cm Pak 40 sans locaux annexes), était principalement conçus pour ce type de canon.
- Le bunker type Regelbau 625, nommé 625 Schartenstand für 7,5 cm Pak 40 (en français : Casemate 625 pour canon antichar 7,5 cm pak 40), était un bunker principalement conçu pour ce type de canon. Comparé au précédent, ce blockhaus était équipé de locaux qui pouvaient servir d'abris, de dortoir ou autre.
- Le blockhaus type Regelbau 669, nommé 669 Schartenstand für Feldgeschütze ohne nebenräume 60° (en français : Casemate 669 pour canon de campagne avec vue de 60° sans locaux annexes), était basé en campagne. Il servait pour de l'artillerie de calibres 75, 105, 120, 122, 150, 152 et 155 mm.